# Asprókremmos
Asprókremmos är en dammbyggnad i Cypern.   Den ligger i distriktet Eparchía Páfou, i den sydvästra delen av landet, 90 km sydväst om huvudstaden Nicosia. Asprókremmos ligger 39 meter över havet. Den ligger på ön Cypern.
Terrängen runt Asprókremmos är kuperad åt nordost, men åt sydväst är den platt. Havet är nära Asprókremmos åt sydväst.  Närmaste större samhälle är Pafos, 13,2 km väster om Asprókremmos. Trakten runt Asprókremmos består till största delen av jordbruksmark.